# Spigelia pusilla
Spigelia pusilla là một loài thực vật có hoa trong họ Mã tiền. Loài này được Mart. miêu tả khoa học đầu tiên năm 1826.